# Ric Reid
Richard Dickson "Ric" Reid (nascido em 20 de novembro de 1969) é um ciclista neozelandês que representou Nova Zelândia em ciclismo de estrada nos Jogos da Commonwealth de 1994 e nos Jogos Olímpicos de Verão de 1996.